# Hugo Brunner
Hugo Brunner (* 24. September 1853 in Gudensberg; † 9. Juni 1922 in Jesberg) war ein deutscher Bibliothekar, Historiker und Dichter.

## Leben
Brunner machte 1872 sein Abitur in Kassel. Er begann an der Philipps-Universität Marburg Rechtswissenschaft zu studieren und wurde 1873 im Corps Hasso-Nassovia recipert. Nach der Inaktivierung wechselte er zum Studium der Philologie und Geschichte an die Universität Leipzig und die Westfälische Wilhelms-Universität Münster. Nach dem Examen unterrichtete er acht Jahre im höheren Lehramt. 1887 wurde er zum Bibliothekar der Landesbibliothek in Kassel berufen. 1891 verfasste Brunner die viel beachtete Hessische Geschichte in 16 Bänden. 1900 stieg er zunächst zum Oberbibliothekar und 1912 zum Direktor der Landesbibliothek auf. 1910 wurde ihm der Professorentitel verliehen. Von 1892 bis 1901 war Brunner Vorsitzender des Vereins für hessische Geschichte und Landeskunde.
Anlässlich des 1000-jährigen Bestehens der Stadt Kassel erschien 1913 im Auftrag des Magistrats der Stadt Brunners bedeutende Geschichte der Residenzstadt Kassel: 913–1913. Als Historiker widmete er sich in seinem Alterswerk der Regionalgeschichte Nordhessens. Als Dichter verband er literarisch viele regionale Sagen und Lokalitäten in Gedichten, etwa im Gedicht Kaiser Karl im Odenberg.

## Ehrungen
Straßennamen in Kassel, Guxhagen und Gudensberg erinnern an ihn. Seit 1994 wird seiner auch mit einer Gedenktafel am Alten Friedhof in Gudensberg gedacht, wo er beerdigt wurde.

## Werke
- Geschichte der Residenzstadt Cassel: 913–1913, Cassel, 1913
- Gudensberg, Schloß und Stadt und die Grafschaft Maden, Edmund Pillardy, Cassel, 1922
- Kaiser Karl im Odenberg (Gedicht)
- Die Umtriebe Frankreichs und anderer Mächte zum Umsturze der Religionsverschreibung des Erbprinzen Friedrich von Hessen-Kassel in den Jahren 1755 und 1756, 1886
- Die Politik Landgraf Wilhelms VIII. von Hessen vor und nach dem Ausbruche des siebenjährigen Krieges, bis zur Convention von Kloster Seven einschließlich, 1888
- Geschichte Hessens, 1891
- Zur Geschichte des dreißigjährigen Krieges
- Aufzeichnungen des Pfarrers Johann Christoph Cuntz zu Kirchditmold aus der Zeit des siebenjährigen Krieges (1757–1762), 1890
- Kassel im siebenjährigen Kriege, 1993
- Wilhelmstal, 1925
- Die öffentliche Anleihe und die Organisation der Anleihegläubiger, 1913
- Geschichte der Casseler Rathäuser: Festschrift zur Einweihung des neues Rathauses der Residenzstadt Cassel am 9. Juni 1909; Digitalisat
- Kreis Grafschaft Schaumburg, bearb. von Heinrich Siebern; H. Brunner: Die Bau- und Kunstdenkmäler im Regierungsbezirk Cassel, 1907